# Tigran Kotanjian

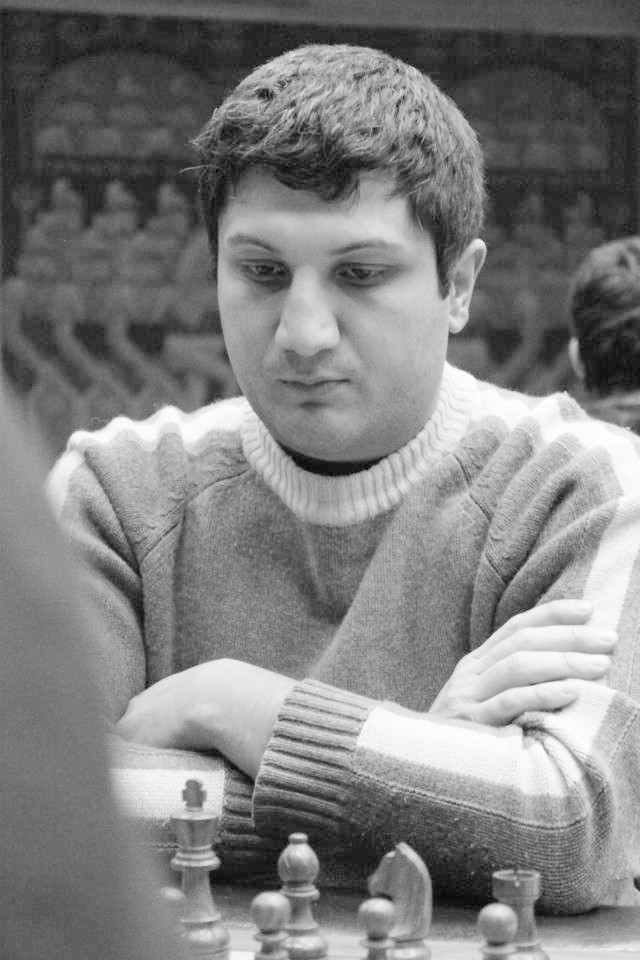
Tigran Kotanjian, 2013

Tigran Kotanjian (Armeens: Տիգրան Քոթանջյան) (Jerevan, 1 september 1981)  is een Armeens schaker. Hij is, sinds 2006, een grootmeester. 
Van 29 april t/m 12 mei 2005 speelde Kotanjian mee in het kampioenschap van Armenië dat in Jerevan gespeeld werd. Hij eindigde met vijf punten op de negende plaats.
In 2009 won hij het Dubai Open toernooi, in 2010 en 2011 won hij het  Asrian Memorial toernooi.  In 2014 won hij in Jerevan het kampioenschap van Armenië en maakte hij deel uit van het nationale team dat deelnam aan de  Schaakolympiade. In 2010 was Kotanjian tweede reservespeler van het Armeense team bij het  Wereldkampioenschap schaken voor landenteams in Bursa, hij werd niet ingezet.
Als hobby houdt hij bijen.

## Externe koppelingen
- (en)   Informatie over schaakpartijen van Tigran Kotanjian op ChessGames.com
- (en)   Informatie over schaakpartijen van Tigran Kotanjian op 365chess.com
- (en)  FIDE-ratinggegevens voor Tigran Kotanjian